# Jean Failler
Jean Failler est un écrivain et scénariste français né le 26 février 1940 à Quimper. 
Il crée le personnage de l’inspectrice Mary Lester, auquel il consacre plus de soixante romans policiers. C’est aussi un poète, un auteur dramatique et un mémorialiste. Il est le co-fondateur, en 1996, des éditions du Palémon. 

## Biographie

### Enfance et formation
Jean Failler naît le 26 février 1940 à Quimper. Il est le fils d'un menuisier et d'une blanchisseuse. Durant son enfance, pendant les vacances scolaires, à Plonéour-Lanvern, il travaille dans les champs avec son grand père paternel. Il pratique aussi la pêche côtière comme mousse sur le bateau de son grand-père maternel à Douarnenez,.
Il suit des études en comptabilité et obtient son diplôme à 17 ans, mais refuse d'exercer ce métier. Après avoir exercé divers petits métiers (trieur de courrier, vendeur d'assurances), il effectue son service militaire en Algérie dans l'infanterie de marine.

### Carrière
De retour en France, il rejoint la poissonnerie familiale à partir de 1962. Il travaille dans les Halles Saint-François de Quimper jusqu’à l’âge de 50 ans,.
Lauréat d'un concours d'écriture dramatique en 1983 (la pièce est créée sur France Culture), il signe ensuite une quinzaine de textes pour le théâtre avant de publier un premier roman historique intitulé L'Ombre du « Vétéran » (1992).
La crise de la pêche dans les années 1990 le réduit au chômage, mais lui permet de faire naître en 1992 le personnage de Mary Lester, suite à une commande de la municipalité de Lanester qui souhaite voir naître un polar ayant la commune pour cadre. Les Bruines de Lanester sont publiées par un éditeur régional. 
Il écrit la série de romans policiers ayant pour héroïne Mary Lester, qui connaît le succès. La même année est tourné le téléfilm Marée blanche (d), adapté du roman du même titre (d) de Jean Failler.
La société Coop Breizh, lui remet en 1993 le prix « Pierre Mocaër » pour son œuvre en français illustrant la Bretagne. Avec l’imprimeur Pascal Parmentier, il fonde en 1996 les éditions du Palémon, — le terme palémon constituant un rappel humoristique de son ancienne activité de mareyeur,.
Par ailleurs, le roman Les Diamants de l'Archiduc, issu de la même série, est adapté en bande dessinée par Olivier Bron en 2007.
Il est l’auteur d’une quinzaine de pièces de théâtre qui, déclare-t-il « reste sa forme d’expression préférée ». Dès 2022, il entame la publication de ses mémoires.
Jean Failler est installé et écrit à l'Île-Tudy (Finistère). Il est membre du collectif Les Plumes du Paon.

## Affaire judiciaire
En 2003, une personne intente un procès à Jean Failler : elle a cru se reconnaître dans un des personnages du Renard des grèves (n° 22-23), les cinq romans suivants paraissent sous le pseudonyme de son héroïne Mary Lester. 

## Œuvres

### SérieMary Lester
(Éditions du Palémon, 29170 Saint-Evarzec, 29000 Quimper depuis 2017)
1. Les Bruines de Lanester (Lanester) (1998)
2. Les Diamants de l'Archiduc (Quimper) (1998)
3. La Mort au bord de l'étang (Cornouaille) (1998)
4. Marée blanche (Concarneau) (1998)
5. Le Manoir écarlate (dans la région de Châteauneuf-du-Faou, notamment au Château de Trévarez) (1998)
6. Boucaille sur Douarnenez  (Douarnenez) (1998)
7. L'Homme aux doigts bleus (La Baule) (1998)
8. La Cité des dogues (Saint-Malo) (trad. Mayhem in Saint-Malo par William Rodarmor) (1998)
9. On a volé la Belle Étoile ! (Camaret-sur-Mer) (1998)
10. Brume sous le grand pont (Saint-Nazaire) (1998)
11. Mort d'une rombière (Île-Tudy) (1998)
12. Aller simple pour l'enfer (En mer, entre les Îles Féroé et l'Islande) (1998)
13. Roulette russe pour Mary Lester (Saint-Quay-Portrieux) (1998)
14. À l'aube du troisième jour (Carhaix, pendant le festival des Vieilles Charrues) (1999)
15. Les Gens de la rivière (Les rives de l'Odet) (1999)
16. La Bougresse (Montagnes Noires) (2000)
17. La Régate du Saint-Philibert (La Trinité-sur-Mer) (2000)
18. Le Testament Duchien (Huelgoat) (2001)
19. L'Or du Louvre (Les Îles Glénan) (2001)
20. Forces noires (Rennes) (2002)
21. Couleur canari (Nantes) (2003)
22. Le Renard des grèves - tome 1 (Nord-Finistère) (2003)
23. Le Renard des grèves - tome 2 (Nord-Finistère) (2003)
24. Les Fautes de Lammé Bouret (Pont-Aven) (2004)
25. La variée était en noir (La Brière) (2004)
26. Rien qu'une histoire d'amour (La Ria-d'Étel) (2005)
27. Ça ira mieux demain (Cap Sizun) (2005)
28. Bouboule est mort (Saint Brieuc) (2006)
29. Le Passager de la Toussaint (Brest) (2006)
30. Te souviens-tu de Souliko'o ? - tome 1 (Nord-Finistère) (2007)
31. Te souviens-tu de Souliko'o ? - tome 2 (Nord-Finistère) (2007)
32. Sans verser de larmes (Nord - Finistère) (2008)
33. Il vous suffira de mourir (tome 1) - Motel des forges (Lac de Guerlédan) (2009)
34. Il vous suffira de mourir (tome 2) - Le brâme du cerf (Lac de Guerlédan) (2009)
35. Casa del amor (Noirmoutier) (2010)
36. Le 3e œil du professeur Margerie (Quimper) (2011)
37. Villa des Quatre Vents (tome 1) (Nord-Finistère) (2012)
38. Villa des Quatre Vents (tome 2) (Région Parisienne) (2012)
39. Le Visiteur du vendredi (Morbihan) (2013)
40. La Croix des veuves (tome 1) (Paimpol et Jersey) (2014)
41. La Croix des veuves (tome 2) (Paimpol et Jersey) (2014)
42. État de siège pour Mary Lester (tome 1) (La Baule et Guérande) (2015)
43. État de siège pour Mary Lester (tome 2) (La Baule et Guérande) (2015)
44. Avis de gros temps pour Mary Lester (Quimper et Paris) (2016)
45. Les Mécomptes du capitaine Fortin (2016)
46. Mary Lester et la mystérieuse affaire Bonnadieu (tome 1) (Dinard et Quimper) (2017)
47. Mary Lester et la Mystérieuse affaire Bonnadieu (tome 2) (Dinard et Quimper) (2017)
48. Ça ne s'est pas passé comme ça (tome 1) (Roscoff) (2018)
49. Ça ne s'est pas passé comme ça (tome 2) (Roscoff) (2018)
50. C'est la faute du vent... (Tréguennec) (2018)
51. Fallait pas commencer (tome 1) (Vannes) (2018)
52. Fallait pas commencer (tome 2) (Vannes) (2018)
53. Le vautour revient toujours (tome 1) (Cap Sizun) (2019)
54. Le vautour revient toujours (tome 2) (Cap Sizun) (2019)
55. Au rendez-vous de la marquise (Notre-Dame des Landes) (2019)  (ISBN 978-2-37260-570-0)
56. Retour au pays maudit (tome 1)  (Notre-Dame des Landes) (2020)
57. Retour au pays maudit (tome 2)  (Notre-Dame des Landes) (2020)
58. En secret à Belle-Île (Belle-Île-en-Mer, 2021)
59. L'Ange déchu de Brocéliande (tome 1) (Forêt de Brocéliande) (2022)
60. L'Ange déchu de Brocéliande (tome 2) (Forêt de Brocéliande) (2022)
61. Le Château des âmes perdues (tome 1) (Treguier) (2023)
62. Le Château des âmes perdues (tome 2) (Pontrieux) (2023)
63. La Disparue de la baie (Cap Sizun - Quimper) (2024)
64. Retour à Belle île (2025)

### Nouvelle
- Casse-pipe, dans Une vie de chien / collectif. Quimper : Palémon, 2018, p. 79-92.  (ISBN 978-2-372605-24-3)

### SérieFilosec et Biscoto
(Éditions du Palémon, 29170 St Evarzec)
1. Tome 1: Les Naufragés de l'île sans nom (1998)
2. Tome 2: Le Manoir des hommes perdus (2003)
3. Tome 3: Le Passagers du Sirocco - tome 1 : Le Jardin des simples (éd. du Palémon) (2003)
4. Tome 4: Les Passagers du Sirocco - tome 2 : Dans les griffes du docteur Cha (éd. du Palémon) (2003)
5. Tome 5: Monnaie de singe (avec Jean-Luc Le Pogam) (éd. du Palemon) (2004)

### Romans historiques
(Éditions du Palémon, 29170 St Evarzec)
- L'Ombre du « Vétéran » (1992)
- La Fontenelle, Seigneur de l'île Tristan (1992)

### Romans du terroir
- Mammig, T1: Les temps héroïques (2009)
- Mammig, T2: Le temps des Malamoks (2010)
- Mammig, T3: Pêcheurs de haute mer (2011)

### Recueils de nouvelles
(Éditions du Palémon, 29170 St Evarzec)
- 2006 Le Gros Lot et autres récits avec illustrations de Rozenn Failler
- 2008 L'homme que je n'ai pas tué et autres récits avec illustrations de Rozenn Failler

### Bandes dessinées
- Mort d'une rombière : une enquête de Mary Lester à l'Île-Tudy / scénario et ill. Jean-Jacques Verdin ; d'après le roman de Jean Failler. Palémon, 2001, 52 p.  (ISBN 2-90757237-7)
- Les Diamants de l'archiduc / scénario Jean Failler d'après son roman ; ill. Olivier Bron. Coéd. Palémon - Ouest-France, 2007, 48 p.  (ISBN 978-2-7373-4091-8)

### Scénarios pour la télévision
- 1998 : Marée blanche, téléfilm français réalisé par Christiane Leherissey
- 1999-2000 : Mary Lester, série télévisée française

### Mémoires
- 2022 : Mémoires d'un petit Quimpérois - années 1940-60
- 2023 : Le petit Quimpérois s'en va en guerre - années 60-62 - Algérie
- 2024 : Articles de pêche - Mémoires de l'estran